# 西安宝马彩票案
2004年西安宝马彩票案，也称3·25即开型彩票造假案，是一起较大的中国体育彩票造假案，在此案中新闻媒体做出了重要贡献。

## 经过
2004年3月23日上午10时左右，18岁的刘亮来到陕西省西安市东新街西口的6000万元即开奖型体彩大卖场，购买了一张10块钱的即开型体育彩票，赢得了大奖，奖金是一辆宝马和12万现金，总价值60万。
2004年3月24日陕西省体彩中心官方给刘亮打电话说，他中奖的彩票涉嫌伪造，现在作废了。他的彩票已经送到国家体彩中心做鉴定，等到证据确凿，证明确实是伪造的，需要负刑事责任。 
2004年3月25日下午4时，刘亮爬到了销售中心的广告牌，西安市巡(特)警八大队八大队民警随后赶到现场，开始做劝解工作。刘亮说：“真的，他们给选的号，给我开的奖，公证员在旁边公证了，我把公证书都签过了，现在就是差给他们交3000元公证费，现在不承认了，还说我的彩票有问题。”
2004年3月26日，陕西省体彩中心宣布，经过国家体彩中心的鉴定，刘亮彩票上的那个“草花K”确实是伪造的，是用一张“草花2”改出来的，并且已经报案让警方来处理。
2004年4月，媒体的调查后发现，西安的即开型彩票的销售，早已经被外包。承包商是浙江湖州人，名叫杨永明。体彩销售人员孙承贵失踪，后被抓捕归案。
2004年4月8日，正式立案。 
2004年5月，国家体育总局就下发了关于严肃查处西安伪造中奖彩票事件的通知。通知暂停了陕西省即开型体育彩票的销售，同时在5月17号，国家体育总局也在全国范围内停止销售即开型彩票。
2004年6月3日“3·25即开型彩票造假案”全案告破。涉嫌利用承包职权骗取大奖的杨永明等人被抓获归案，作假彩票冒领大奖的犯罪嫌疑人被刑事拘留。 
2004年6月4日，陕西省体彩中心宣布，刘亮所持有的中得特等奖的草花K真实有效，并且向刘亮补发了宝马和奖金。 
2004年7月21日，刘亮去杭州担任吉奥汽车的形象大使。

## 判决
2004年4月6日，刘亮将诉状递交到西安市新城区人民法院。　　
2004年11月12日，西安宝马彩票案在西安市中级人民法院公开开庭审理。彩票承包商杨永明及同伙孙承贵，体彩中心有关负责人樊宏、贾安庆等人也在此日受审。
经审理认为， 被告人杨永明与孙承贵等人相互勾结，在承销彩票期间，骗取汽车、现金共计人民币251.5240万元；为获取不正当利益，杨永明先后20次给8名国家工作人员行贿42.66万元。原西安体彩中心负责人樊宏，利用职务之便，为杨永明谋取利益，收受贿赂9.4万元。另外，在体彩销售过程中，樊宏放弃监管职责，使他人弄虚作假进行诈骗，造成恶劣的社会影响。
2004年12月3日，西安中院对该案作出一审判决。
杨永明被判有期徒刑19年；孙承贵被判有期徒刑17年；陕西省体彩中心主任贾安庆受贿13万，被判有期徒刑13年；陕西省体彩中心副主任张永民受贿3万，被判有期徒刑7年；西安市体彩中心负责人樊宏受贿9.4万，被判有期徒刑11年；刘先魁、黄四清被判有期徒刑4年和3年；工作人员董平因玩忽职守，被判有期徒刑2年缓刑2年；刘晓莉被判有期徒刑两年缓刑3年。
2005年02月23日陕西省高级人民法院作出终审裁定：驳回杨永明、孙承贵、樊宏三人的上诉请求，维持一审判决。

## 媒体
案件当事人刘亮曾感慨地说：“没有媒体对事件真相的揭露，我永远会背上诈骗者的恶名。”从3月25日案发到案件告破的60多天时间里，媒体不仅发挥了舆论监督的作用，而且通过新闻调查，就像一位智慧的侦探引导我们一步一步揭开犯罪者的丑恶面目，逐渐走近事实的真相。不仅如此，新闻调查的结果甚至常常先于司法调查结果的公布，并在后者公布时得到印证。这不能不又一次引起我们对媒体新闻调查力量的关注。
多家媒体展开了自己的独家采访调查，对推动事件产生了重大的作用。曾全程参与“宝马彩票案”调查采访的央视《经济半小时》记者张凯华，在接受《新京报》采访时说，案件的结果是刘亮的胜利，也是“整个媒体的成就”。《华商报》对三位宝马大奖得主情况的调查，对案件的侦破起到实质性推进作用。2004年3月27日《羊城晚报》在报道中提出了体彩发行工作的薄弱环节问题，央视《焦点访谈》也参与过参与采访。2004年3月31日《北京晚报》在《“宝马”假彩票引发争议》一文中提出了律师对案件的四大质疑。2004年4月2日《文汇报》登出《宝马彩票，究竟谁在作假》，该报驻陕记者通过实地调查采访，发现体彩中心并没有如他们先前所说的已经报案，在采访刘亮之后也发现了事件的重重疑点。之后，《经济半小时》4月11日第一期调查节目推出。睡前消息589的《彩票没信誉，根源在公证》提及了西安宝马彩票事件。

## 类似事件

### 2000年浙江彩票涂改兑奖事件
2000年，浙江彩民庄士农，把一张没有中奖的福利彩票涂改成了一张奖额高达30万元的一等奖彩票，结果在兑奖时被福彩工作人员当场识破。2000年7月，余杭市法院以诈骗罪判处庄士农有期徒刑4年，并处罚金1万元。

### 2001年湖北彩球篡改事件
2001年4月，中国电脑体育彩票在湖北省体彩中心摇奖大厅开奖时，现场的彩民发现，摇奖的彩球出现了异常。经过公安部门勘察，此次摇奖的70多个彩球中，有8个彩球被人填充了金属制品。造假者湖北彩民章国新最终落网。2002年4月，法院以“破坏生产经营罪”判处章国新有期徒刑5年。